# Сторожинецький парк
Сторожине́цький парк — парк-пам'ятка садово-паркового мистецтва місцевого значення в Україні. Об'єкт природно-заповідного фонду Чернівецької області.
Розташований у межах міста Сторожинець Чернівецького району Чернівецької області, на вул. Ольги Кобилянської.
Площа 5 га. Статус присвоєно згідно з рішенням облвиконкому від 30.05.1979 року. Перебуває у віданні: Сторожинецька школа інтернат.
Статус присвоєно для збереження парку, заснованого 1880 року. Зростає 45 видів дерев та чагарників.